# Історія індійської кухні
Історія індійської кухні складається з кухні індійського субконтиненту, яка багата і різноманітна. Різноманітність клімату в регіоні, від глибокого тропічного до альпійського, також допомогла значно розширити набір інгредієнтів, доступних багатьом школам кулінарії в Індії. У багатьох випадках їжа стала маркером релігійної та соціальної ідентичності з різними табу та уподобаннями (наприклад, частина населення джайнів не споживає коренеплоди чи підземні овочі; див. джайнське вегетаріанство), що також спонукало ці групи до широких інновацій з джерелами їжі, які вважаються прийнятними.
Одним із сильних впливів на індійську їжу є давнє вегетаріанство в індуїстських і джайнських громадах. Вегетаріанцями є 31 % індійців, трохи менше третини.

## Історичні події

### Передісторія та цивілізація долини Інду обмінюються з Шумером і Месопотамією
Після 9000 р. до н. е., здається, відбувся перший період непрямих контактів між Родючим Півмісяцем і долиною Інду (IV) як наслідок неолітичної революції та поширення сільського господарства. Близько 7000 року до нашої ери сільське господарство поширилося від Родючого Півмісяця до долини Інду, і почали вирощувати пшеницю та ячмінь. Кунжутна і горбата худоба були одомашнені в місцевих фермерських громадах. Мегрґарг є одним із найдавніших місць із свідченнями землеробства та скотарства в Південній Азії. Жан-Франсуа Жарріге наводить аргументи на користь незалежного походження Мегргарга, який зазначає «припущення, що землеробство було повноцінно запроваджено з Близького Сходу до Південної Азії» та подібність між неолітичними пам'ятками зі східної Месопотамії та західної долини Інду, які є свідченням „культурного континууму“ між цими місцями. Але враховуючи оригінальність Мегргарга, Джарріге робить висновок, що Мегргарг має більш раннє місцеве походження і не є „затокою“ неолітичної культури Близького Сходу».
Приблизно з 4500 до 1900 року до нашої ери правителі Нижньої Месопотамії були шумерами, які розмовляли неіндоєвропейською та несемітською мовою, можливо, спочатку походили з Індії та, можливо, були пов’язані з первісним дравідійським населенням Індії. Це видалося історику Генрі Голлу найбільш вірогідним висновком, зокрема на основі зображення шумерів у їх власному мистецтві та «наскільки дуже індійськими були шумери за типом». Недавній генетичний аналіз скелетної ДНК стародавнього Месопотамії підтверджує значний зв’язок із тим, що деякі шумери могли походити з IVC, і не можна виключити, що серед них були люди, залучені до заснування месопотамських цивілізацій.
До 3000 року до нашої ери в Індії збирали куркуму, кардамон, чорний перець і гірчицю.
Приблизно з 2350 р. до н. е. були знайдені докази імпорту з Інду до Уру в Месопотамії, а також головки гвоздики, які, як вважають, походять із Молуккських островів у морській Південно-Східній Азії, були знайдені на стоянці 2-го тисячоліття до нашої ери в Терці. Записи Аккадської імперії згадують, що деревина, сердолік і слонова кістка імпортувалися з Мелуххи власними кораблями, Мелухха зазвичай вважається месопотамською назвою цивілізації долини Інду.

### Ведичні та вегетаріанські буддистські обміни з Римською імперією та вплив на Південно-Східну Азію
У стародавньому індуїстському тексті «Магабгарата» згадується рис та овочі, зварені разом, а слово «пулао» або «паллао» використовується для позначення страви в стародавніх творах на санскриті, таких як Яджнявалкя Смріті. Аюрведа, стародавня індійська система оздоровлення, має справу з цілісним підходом до оздоровлення, що включає їжу, дг'яну (медитацію) та йогу.
На тайську кухню вплинула індійська кухня, як писав тайський монах Буддадаса Бгікку у своєму творі «Доброта Індії до Таїланду». Він писав, що тайці навчилися від індійців різними способами використовувати спеції в їжі. Від індійців тайці також отримали методи виготовлення лікарських засобів із трав (Аюрведа). Деякі рослини, такі як сарабі з сімейства Guttiferae, каніка або harsinghar, пхікун або Mimusops elengi та буннак або рожевий каштан тощо, були привезені з Індії.
На філіппінську кухню, поширену на всьому Філіппінському архіпелазі, історично вплинула індійська кухня. Атчара Філіппін походить від індійського ачара, який був переданий на Філіппіни через ачар Індонезії, Малайзії та Брунею. Індійський вплив також можна помітити в делікатесах на основі рису, таких як бібінка (аналог індонезійського бінга), путо та путо бумбонг, де два останні, ймовірно, походять від південноіндійського путту, який також має варіанти по всій Приморській Південно-Східній Азії (напр. куе путу, путу мангкок). Каре-каре, більш популярне на Лусоні, з іншого боку, може простежити своє походження від Семирічної війни, коли британці окупували Манілу протягом 2 років переважно за допомогою сипаїв (індійських призовників), яким доводилося імпровізувати індійські страви через відсутність спеції на Філіппінах для приготування карі. Кажуть, що це пояснює назву та його нібито густий, жовто-помаранчевий аннато та соус на основі арахісу, який натякає на різновид карі.

### Обмін кухнями з країнами Центральної Азії та ісламським світом
Пізніше прибуття з Аравії, Центральної Азії, а також століття торгових відносин і культурного обміну призвели до значного впливу на кухню кожного регіону, наприклад, прийняття тондиру на Близькому Сході, який походить із північно-західної Індії.

### Обмін кухнями в європейський колоніальний період
Португальці та британці під час свого правління запровадили такі технології приготування їжі, як запікання, а також страви з Нового Світу та Європи. Овочі нового світу, популярні в кухні індійського субконтиненту, становлять помідори, картоплю, батат, арахіс, кабачки та чилі. Більшість овочів Нового світу, таких як батат, картопля, щириця, арахіс і саго на основі маніоку, дозволені в індуїстські дні посту. Цвітна капуста була введена англійцями в 1822 році. Наприкінці 18-го — на початку 19-го століття в автобіографії шотландця Роберта Ліндсі згадується, що чоловік із Сілхетіса на ім'я Саїд Уллах готував карі для сім'ї Ліндсі. Це, мабуть, найдавніша згадка про індійську кухню у Великобританії.

## Фактори глобалізації індійської кухні

### Універсальна привабливість
Дослідження американського економіста Джоела Вальдфогеля за 2019 рік, засноване на даних про подорожі з TripAdvisor, підтвердило м'яку силу Індії, що поставило індійську кухню на четверте місце за популярністю. Італійська, японська та китайська кухня входять до трійки лідерів. Індійська кухня особливо популярна у Великобританії, Південній Кореї, Таїланді, Японії, Німеччині, Франції та США. В іншому опитуванні 2019 року, у якому взяли участь 25 000 осіб у 34 країнах, найбільшими шанувальниками індійської кухні, які куштували її, є індійці (93 %), британці (84 %), сінгапурці (77 %), норвежці (75 %), австралійці (74). %), французи (71 %), фіни (71 %), малайзійці (70 %), індонезійці (49 %), в'єтнамці (44 %), тайці (27 %) і материковий Китай (26 %).

### Унікальний молекулярний смак і багатство спецій
The Washington Post опублікувала результати дослідження 2019 року, проведеного дослідниками Індійського технологічного інституту в Джодгпурі, яке проаналізувало понад 2000 популярних онлайн-рецептів з порталу Тарла Далала «TarlaDalal.com», що містять 200 інгредієнтів із 381, відомих у всьому світі. Кожна індійська страва в середньому містить не менше 7 інгредієнтів. Кожен інгредієнт містить у середньому понад 50 молекулярних ароматичних сполук. Фахівці досліджували кількість і обсяг молекулярних ароматичних сполук, спільних для кожного інгредієнта у страві. Західна кухня має тенденцію поєднувати подібні молекулярні ароматичні сполуки, тому вона м'яка на смак. З іншого боку, секрет унікальної та смачної привабливості індійської кухні полягає в тому, що на молекулярному рівні інгредієнти, які використовуються в індійських стравах, мають менше молекулярних ароматичних сполук, що забезпечує контрастний, унікально збалансований смак. В індійській кухні не використовуються інгредієнти, які збігаються в молекулярних ароматичних сполуках, «ми виявили, що середня частка смаку в індійській кухні була значно меншою, ніж очікувалося… Кожна зі спецій унікально розміщена в її рецепті, щоб сформувати структуру спільного смаку з рештою інгредієнти». Чим більше збігаються два інгредієнти з точки зору спільних молекулярних смакових сполук, тим менша ймовірність, що вони будуть використані в одній індійській страві.

### Довга та глобальна мережева еволюція, яка має широкий діапазон
Індійська кухня відображає 8000-річну історію різних груп і культур, які взаємодіяли з Індійським субконтинентом, що призвело до різноманітності смаків і регіональних кухонь, які можна знайти в сучасній Індії. Пізніше торгівля з британським і португальським впливом доповнила і без того різноманітну індійську кухню.

### Велика різноманітність ф'южн і регіональні варіанти індійської кухні
Іншою причиною популярності індійської кухні є еволюція великої кількості різних індійських кухонь діаспори та ф'южн, таких як індійська китайська кухня (чиндська або індійська та власна кухня — кантонська кухня ф'южн), малайзійська індійська кухня, індійська сінгапурська кухня (на основі тамільської кухні), англо-індійська кухня (розвинена під час Британського Раджу в Індії з прийняттям західних страв з індійськими інгредієнтами).

### Внесок індійської діаспори в популяризацію індійської кухні
У 2019 році, згідно з даними, оприлюдненими ООН, 17,5 мільйона індійців за кордоном сформували найбільшу у світі діаспору, включаючи 3,4 мільйона в ОАЕ, 2,7 мільйона у США та 2,4 мільйона в Саудівській Аравії. Індійська міграція поширила кулінарні традиції субконтиненту у всьому світі. Ці кухні були адаптовані до місцевих смаків і також вплинули на місцеві кухні. Міжнародна привабливість карі порівнюється з піцою. Широку популярність мають такі страви з індійського тандира, як rуряча тикка.
Перший у Великобританії індійський ресторан Hindoostanee Coffee House був відкритий у 1810 році. До 2003 року тільки в Англії та Уельсі було близько 10 000 ресторанів індійської кухні. За даними Британського агентства харчових стандартів, індійська харчова промисловість у Сполученому Королівстві коштує 3,2 мільярда фунтів стерлінгів, на неї припадає дві третини всіх закладів харчування та обслуговує близько 2,5 мільйонів клієнтів щотижня. Опитування The Washington Post у 2007 році показало, що з 2000 року у Сполучені Штати було ввезено понад 1200 індійських продуктів харчування.
Індійська кухня дуже популярна в Південно-Східній Азії через сильний культурний вплив індуїзму та буддизму в регіоні. Індійська кухня справила значний вплив на малайзійські стилі приготування, а також має популярність у Сінгапурі. У ньому є численні ресторани північної та південної індійської кухні, переважно в Маленькій Індії. Сінгапур також відомий своєю кухнею ф'южн, яка поєднує традиційну сінгапурську кухню з індійським впливом. Карі з риб'ячої голови, наприклад, є місцевим витвором. Індійський вплив на малайську кухню припадає на 19 століття. Серед інших кухонь, натхненних індійськими стилями приготування, — камбоджійська, лаоська, філіппінська, в'єтнамська, індонезійська, тайська та бірманська. Поширення вегетаріанства в інших частинах Азії часто приписують індуїстським і буддистським практикам.

## Галерея

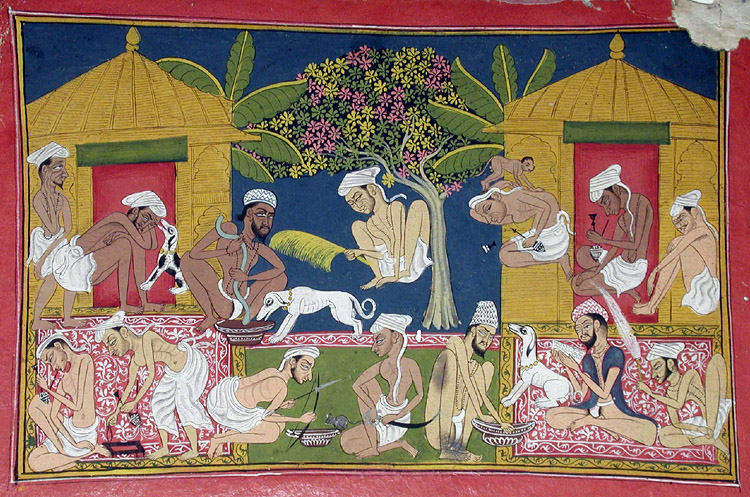
Їдці бганґу з Індії c. 1790. Бганґ — це їстівний препарату канабісу препарат канабісу, що походить з Індійського субконтиненту. Він використовувався в їжі та напоях ще в 1000 році до нашої ери індуїстами в стародавній Індії.
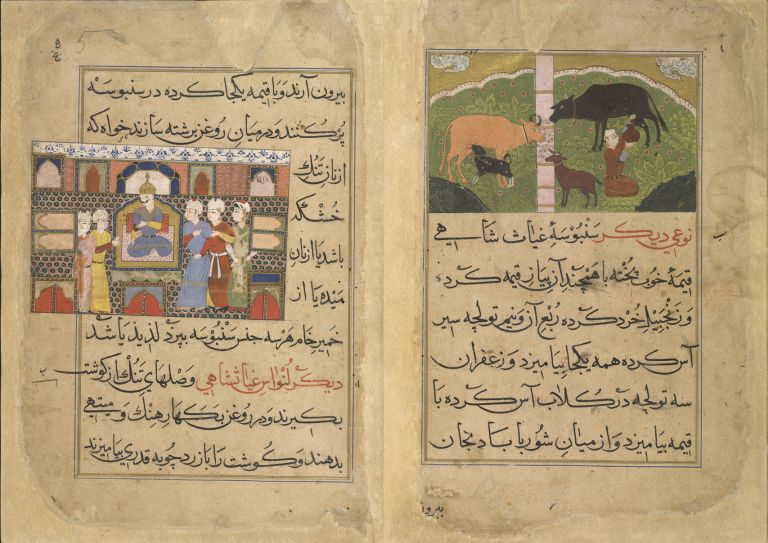
Сторінка з Nimatnama-i-Nasiruddin-Shahi, книги делікатесів і рецептів. У ньому задокументовано мистецтво приготування кхіру.
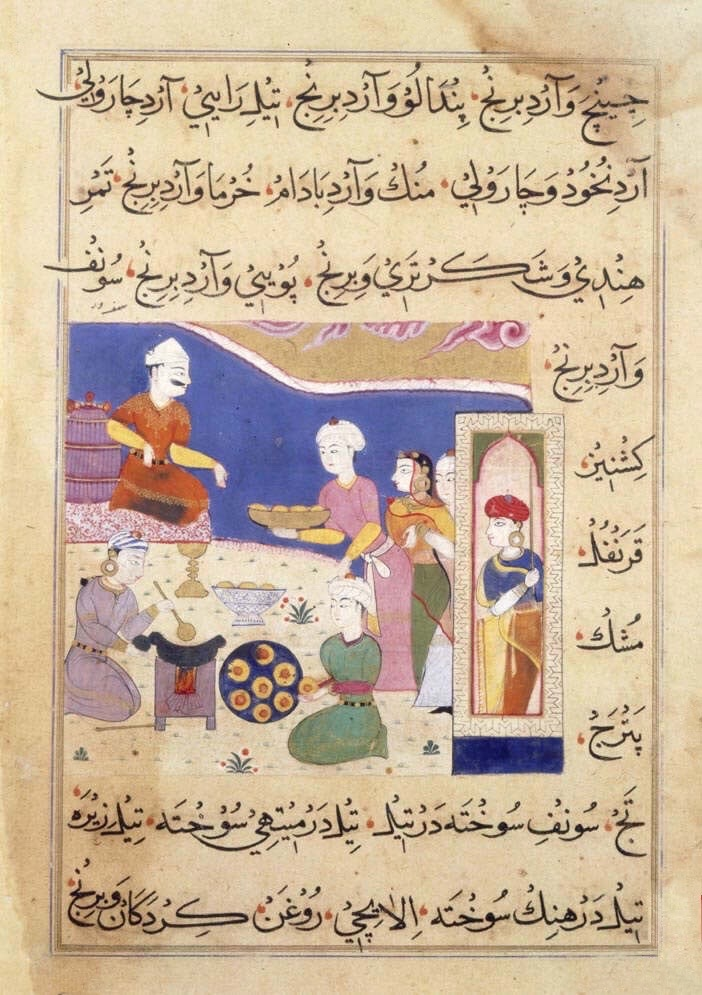
Середньовічний індійський рукопис Nimatnama-i-Nasiruddin-Shahi (приблизно 16 століття), на якому показано подачу самоси.

### Цитування
1. ↑  Thakrar, Raju (22 квітня 2007). Japanese warm to real curries and more. The Japan Times. Процитовано 23 квітня 2007.
2. ↑  According to Ahmad Hasan Dani, professor emeritus at Quaid-e-Azam University, Islamabad, the discovery of Mehrgarh "changed the entire concept of the Indus civilisation […] There we have the whole sequence, right from the beginning of settled village life.", ref "Chandler 34–42"
3. ↑  Diamond, Jared (2013), Guns, Germs And Steel, Random House, с. 101, ISBN 978-1-4481-8020-2
4. ↑  UNESCO World Heritage. 2004. ". Archaeological Site of Mehrgarh
5. ↑  Archaeologists confirm Indian civilization is 2000 years older than previously believed.
6. ↑  Indus Valley 2,000 years older than thought. 4 листопада 2012. Архів оригіналу за 9 лютого 2015. [Архівовано 2015-09-09 у Wayback Machine.]
7. ↑  Indus era 8,000 years old, not 5,500; ended because of weaker monsoon | India News - Times of India. The Times of India.
8. ↑  History What their lives reveal. 4 січня 2013.
9. ↑  Haryana's Bhirrana oldest Harappan site, Rakhigarhi Asia's largest: ASI. The Times of India. 15 квітня 2015.
10. ↑  Dikshit, K.N. (2013). Origin of Early Harappan Cultures in the Sarasvati Valley: Recent Archaeological Evidence and Radiometric Dates (PDF). Journal of Indian Ocean Archaeology (9): 131—132. ISSN 0974-1747. Архів оригіналу (PDF) за 18 січня 2017.
11. ↑  Mani, B.R. (2008). Kashmir Neolithic and Early Harappan: A Linkage (PDF). Pragdhara. 18: 237. ISSN 0973-5003. Архів оригіналу (PDF) за 18 січня 2017. Процитовано 17 січня 2017. [Архівовано 2017-01-18 у Wayback Machine.]
12. 1 2  Dikshit, 2013, с. 129.
13. ↑  Dikshit, 2013, с. 130.
14. ↑  Excavations at Bhirrana, Haryana, in India between 2006 and 2009, by archaeologist K.N. Dikshit, provided six artefacts, including "relatively advanced pottery," so-called Hakra ware, which were dated at a time bracket between 7380 and 6201 BCE.[5][6][7][8] These dates compete with Mehrgarh for being the oldest site for cultural remains in the area.[9]

 Yet, Dikshit and Mani clarify that this time-bracket concerns only charcoal samples, which were radio-carbon dated at respectively 7570–7180 BCE (sample 2481) and 6689–6201 BCE (sample 2333).[10][11] Dikshit further writes that the earliest phase concerns 14 shallow dwelling-pits which «could accommodate about 3–4 people.»[12] According to Dikshit, in the lowest level of these pits wheel-made Hakra Ware was found which was "not well finished, "[12] together with other wares.[13]
15. 1 2  Jean-Francois Jarrige Mehrgarh Neolithic [Архівовано 3 березня 2016 у Wayback Machine.], Paper presented in the International Seminar on the "First Farmers in Global Perspective, « Lucknow, India, 18–20 January 2006
16. ↑  Gangal, Kavita; Sarson, Graeme R.; Shukurov, Anvar (7 травня 2014). The Near-Eastern Roots of the Neolithic in South Asia. PLOS ONE. 9 (5): e95714. Bibcode:2014PLoSO...995714G. doi:10.1371/journal.pone.0095714. PMC 4012948. PMID 24806472.
17. ↑  Singh, Sakshi; Singh, Ashish; Rajkumar, Raja; Kumar, Katakam Sampath та ін. (2016). Dissecting the influence of Neolithic demic diffusion on Indian Y-chromosome pool through J2-M172 haplogroup. Scientific Reports. 6: 19157. Bibcode:2016NatSR...619157S. doi:10.1038/srep19157. PMC 4709632. PMID 26754573.
18. ↑  Gangal, Sarson та Shukurov, 2014.
19. ↑  Possehl GL (1999) Indus Age: The Beginnings. Philadelphia: Univ. Pennsylvania Press.
20. 1 2  Jarrige JF (2008) Mehrgarh Neolithic. Pragdhara 18: 136—154
21. ↑  Costantini L (2008) The first farmers in Western Pakistan: the evidence of the Neolithic agropastoral settlement of Mehrgarh. Pragdhara 18: 167—178
22. ↑  Fuller DQ (2006) Agricultural origins and frontiers in South Asia: a working synthesis. J World Prehistory 20: 1–86
23. ↑  Petrie, CA; Thomas, KD (2012). The topographic and environmental context of the earliest village sites in western South Asia. Antiquity. 86 (334): 1055—1067. doi:10.1017/s0003598x00048249. S2CID 131732322.
24. ↑  Goring-Morris, AN; Belfer-Cohen, A (2011). Neolithization processes in the Levant: the outer envelope. Curr Anthropol. 52: S195—S208. doi:10.1086/658860. S2CID 142928528.
25. ↑  Jarrige C (2008) The figurines of the first farmers at Mehrgarh and their offshoots. Pragdhara 18: 155—166
26. 1 2  Harris DR (2010) Origins of Agriculture in Western Central Asia: An Environmental-Archaeological Study. Philadelphia: Univ. Pennsylvania Press.
27. 1 2  Hiebert FT, Dyson RH (2002) Prehistoric Nishapur and frontier between Central Asia and Iran. Iranica Antiqua XXXVII: 113—149
28. ↑  Kuzmina EE, Mair VH (2008) The Prehistory of the Silk Road. Philadelphia: Univ. Pennsylvania Press
29. ↑  Alizadeh A (2003) Excavations at the prehistoric mound of Chogha Bonut, Khuzestan, Iran. Technical report, University of Chicago, Illinois.
30. ↑  Dolukhanov P (1994) Environment and Ethnicity in the Ancient Middle East. Aldershot: Ashgate.
31. ↑  Quintana-Murci, L; Krausz, C; Zerjal, T; Sayar, SH; Hammer, MF та ін. (2001). Y-chromosome lineages trace diffusion of people and languages in Southwestern Asia. Am J Hum Genet. 68 (2): 537—542. doi:10.1086/318200. PMC 1235289. PMID 11133362.
32. ↑  Quintana-Murci, L; Chaix, R; Spencer Wells, R; Behar, DM; Sayar, H та ін. (2004). Where West meets East: the complex mtDNA landscape of the Southwest and Central Asian corridor. Am J Hum Genet. 74 (5): 827—845. doi:10.1086/383236. PMC 1181978. PMID 15077202.
33. ↑  According to Gangal et al. (2014), there is strong archeological and geographical evidence that neolithic farming spread from the Near East into northwest India.[16][17] Gangal et al. (2014):[18] „There are several lines of evidence that support the idea of connection between the Neolithic in the Near East and in the Indian subcontinent. The prehistoric site of Mehrgarh in Baluchistan (modern Pakistan) is the earliest Neolithic site in the northwest Indian subcontinent, dated as early as 8500 BCE.[18][19]

Neolithic domesticated crops in Mehrgarh include more than 90 % barley and a small amount of wheat. There is good evidence for the local domestication of barley and the zebu cattle at Mehrgarh [19],[20] [20],[21] but the wheat varieties are suggested to be of Near-Eastern origin, as the modern distribution of wild varieties of wheat is limited to Northern Levant and Southern Turkey [21].[22] A detailed satellite map study of a few archaeological sites in the Baluchistan and Khybar Pakhtunkhwa regions also suggests similarities in early phases of farming with sites in Western Asia [22].[23] Pottery prepared by sequential slab construction, circular fire pits filled with burnt pebbles, and large granaries are common to both Mehrgarh and many Mesopotamian sites [23].[24] The postures of the skeletal remains in graves at Mehrgarh bear strong resemblance to those at Ali Kosh in the Zagros Mountains of southern Iran [19].[20] Clay figurines found in Mehrgarh resemble those discovered at Teppe Zagheh on the Qazvin plain south of the Elburz range in Iran (the 7th millennium BCE) and Jeitun in Turkmenistan (the 6th millennium BCE) [24].[25] Strong arguments have been made for the Near-Eastern origin of some domesticated plants and herd animals at Jeitun in Turkmenistan (pp. 225—227 in [25]).[26]

The Near East is separated from the Indus Valley by the arid plateaus, ridges and deserts of Iran and Afghanistan, where rainfall agriculture is possible only in the foothills and cul-de-sac valleys [26].[27] Nevertheless, this area was not an insurmountable obstacle for the dispersal of the Neolithic. The route south of the Caspian sea is a part of the Silk Road, some sections of which were in use from at least 3,000 BCE, connecting Badakhshan (northeastern Afghanistan and southeastern Tajikistan) with Western Asia, Egypt and India [27].[28] Similarly, the section from Badakhshan to the Mesopotamian plains (the Great Khorasan Road) was apparently functioning by 4,000 BCE and numerous prehistoric sites are located along it, whose assemblages are dominated by the Cheshmeh-Ali (Tehran Plain) ceramic technology, forms and designs [26].[27] Striking similarities in figurines and pottery styles, and mud-brick shapes, between widely separated early Neolithic sites in the Zagros Mountains of northwestern Iran (Jarmo and Sarab), the Deh Luran Plain in southwestern Iran (Tappeh Ali Kosh and Chogha Sefid), Susiana (Chogha Bonut and Chogha Mish), the Iranian Central Plateau (Tappeh-Sang-e Chakhmaq), and Turkmenistan (Jeitun) suggest a common incipient culture [28].[29] The Neolithic dispersal across South Asia plausibly involved migration of the population ([29][30] and [25], pp. 231—233).[26] This possibility is also supported by Y-chromosome and mtDNA analyses [30],[31] [31].“[32]
34. 1 2  Hall, H. R. (Harry Reginald) (1913). The ancient history of the Near East, from the earliest times to the battle of Salamis. London : Methuen & Co. с. 173–174.
35. ↑  Daniélou, Alain (2003). A Brief History of India (англ.). Simon and Schuster. с. 22. ISBN 9781594777943.
36. ↑   Material was adapted from this source, which is available under a Creative Commons Attribution 4.0 International License: Płoszaj, Tomasz; Chaubey, Gyaneshwer; Jędrychowska-Dańska, Krystyna; Tomczyk, Jacek; Witas, Henryk W. (11 вересня 2013). mtDNA from the Early Bronze Age to the Roman Period Suggests a Genetic Link between the Indian Subcontinent and Mesopotamian Cradle of Civilization. PLOS ONE (англ.). 8 (9): e73682. Bibcode:2013PLoSO...873682W. doi:10.1371/journal.pone.0073682. ISSN 1932-6203. PMC 3770703. PMID 24040024.
37. ↑  Curry, Spice & All Things Nice: Dawn of History. Архів оригіналу за 20 липня 2011. Процитовано 8 червня 2008.
38. ↑  Lawler, Andrew (29 січня 2013). Where Did Curry Come From?. Slate.
39. ↑  Reade, Julian E. (2008). The Indus-Mesopotamia relationship reconsidered (Gs Elisabeth During Caspers) (англ.). Archaeopress. с. 14—17. ISBN 978-1-4073-0312-3.
40. ↑  McIntosh, Jane (2008). The Ancient Indus Valley: New Perspectives (англ.). ABC-CLIO. с. 182—190. ISBN 9781576079072.
41. ↑  Burton, James H.; Price, T. Douglas; Kenoyer, J. Mark. A new approach to tracking connections between the Indus Valley and Mesopotamia: initial results of strontium isotope analyses from Harappa and Ur. Journal of Archaeological Science (англ.). 40 (5): 2286—2297. ISSN 0305-4403.
42. ↑  «The wide distribution of lower Indus Valley seals and other artifacts from the Persian Gulf to Shortughaï in the Amu Darya/ Oxus River valley in Badakhshan (northeastern Afghanistan) demonstrates long-distance maritime and overland trade connections until ca. 1800 BCE.» in Neelis, Jason (2011). Early Buddhist Transmission and Trade Networks: Mobility and Exchange within and beyond the Northwestern Borderlands of South Asia (англ.). Brill. с. 94—95. ISBN 9789004194588.
43. ↑  K. T. Achaya (1994). Indian food: a historical companion. Oxford University Press. с. 11. ISBN 978-0-19-562845-6.
44. ↑  Historical Ties India and Thailand. esamskriti.com.
45. ↑  Alejandro, Reynaldo (1985). The Philippine cookbook. New York, New York: Penguin. с. 12—14. ISBN 978-0-399-51144-8. Процитовано 30 червня 2011.

Philippines Country Study Guide. Int'l Business Publications. 2007. с. 111. ISBN 978-1-4330-3970-6. Процитовано 30 червня 2011. Throughout the centuries, the islands have incorporated the cuisine of the early Malay settlers, Arab and Chinese traders, and Spanish and American colonizers along with other Oriental and Occidental accent and flavours.{{cite book}}:  Обслуговування CS1: Сторінки з параметром url-status, але без параметра archive-url (посилання)

«Philippine Cuisine.» [Архівовано 2011-06-16 у Wayback Machine.] Balitapinoy.net [Архівовано 2011-07-23 у Wayback Machine.]. Retrieved July 2011.

Morgolis, Jason (6 лютого 2014). Why is it so hard to find a good Filipino restaurant?. Public Radio International. Процитовано 17 грудня 2014. Philippine food has Chinese, Malaysian, Spanish and American influences — all cultures that have shaped the Philippines.
46. ↑  Civitello, Linda (29 березня 2011). Cuisine and Culture: A History of Food and People. John Wiley & Sons. с. 267. ISBN 978-0-470-40371-6. Процитовано 4 червня 2012.
47. ↑  T. R. Gopalakrishnan (2007). Vegetable Crops. New India Publishing. с. 209–. ISBN 978-81-89422-41-7.
48. ↑  Syed Zain Al-Mahmood (19 грудня 2008). Down the Surma - Origins of the Diaspora. Daily Star (англ.). Т. 7, № 49. Архів оригіналу за 24 серпня 2020. Процитовано 1 травня 2019. [Архівовано 2020-08-24 у Wayback Machine.]
49. ↑  >Robert Lindsay. Anecdotes of an Indian life: Chapter VII. Lives of the Lindsays, or, A memoir of the House of Crawford and Balcarres. Т. 4. Wigan: C. S. Simms. с. 99.
50. ↑  Indian food fourth most popular in the world, a study of cuisine trade finds, ThePrint, 29 August 2019.
51. ↑  Indian cuisine ranks among world's Top 10, Asian Age, 14 March 2019.
52. ↑  Scientists have figured out what makes Indian food so delicious, The Washington Post, 3 March 2015.
53. ↑  Krishna Gopal Dubey (2011). The Indian Cuisine. PHI Learning Pvt. Ltd. ISBN 978-81-203-4170-8. Процитовано 2 червня 2012.
54. ↑  K T Achaya (2003). The Story of Our Food. Universities Press. ISBN 9788173712937. Процитовано 18 червня 2015.
55. ↑  Anita Mannur (2004). Culinary Fictions: Food in South Asian Diasporic Culture. Temple University Press. с. 233. ISBN 978-1-4399-0078-9. Процитовано 21 липня 2012.
56. ↑  Himadri Banerjee (2009). Calcutta Mosaic: Essays and Interviews on the Minority Communities of Calcutta. Anthem Press. с. 132. ISBN 978-81-905835-5-8. Процитовано 21 липня 2012.
57. ↑  Deshpande, Shubada (25 жовтня 1999). Fare for the Desi Dragon. Rediff.com. Процитовано 21 липня 2012.
58. ↑  Home. Best Indian Food Catering.
59. ↑  Davidson, Alan (2014). Tom Jaine (ред.). The Oxford Companion to Food (вид. 3rd). Oxford: Oxford University Press. с. 21–22. ISBN 978-0-19-967733-7.
60. ↑  Sustainable shore – October recipe – Year of Food and Drink 2015 – National Library of Scotland. nls.uk. Архів оригіналу за 4 березня 2016. Процитовано 28 лютого 2024.
61. ↑  Roy, Modhumita (7 серпня 2010). Some Like It Hot: Class, Gender and Empire in the Making of Mulligatawny Soup. Economic and Political Weekly. 45 (32): 66—75. JSTOR 20764390.
62. ↑  Cooking under the Raj. Процитовано 30 січня 2008.
63. ↑  With $78 billion, India still highest overseas remittance receiver, The Economic Times, 28 November 2019.
64. ↑  Collingham, Lizzie (1 лютого 2006). Curry. The New York Times Book Review. Процитовано 5 травня 2010.
65. ↑  Tandoori Village Restaurant Brisbane. AsiaRooms.com. Архів оригіналу за 27 травня 2008. [Архівовано 2010-04-12 у Wayback Machine.]
66. ↑  Curry house founder is honoured. BBC. 29 вересня 2005. Процитовано 21 березня 2012.
67. ↑  [ARCHIVED CONTENT] Food Standards Agency – Curry factfile. food.gov.uk. Food Standards Agency. Архів оригіналу за 14 жовтня 2010. Процитовано 28 лютого 2024. [Архівовано 2010-10-14 у Wayback Machine.]
68. ↑  Food Standards Agency – Curry factfile. Архів оригіналу за 14 жовтня 2010. Процитовано 28 лютого 2024. [Архівовано 2010-10-14 у Wayback Machine.]
69. ↑  Bhide, Monica (24 січня 2007). Tikka in No Time. The Washington Post. Процитовано 4 червня 2012.
70. ↑  Nasi, Kari, Biryani & Mee. Veg Voyages. Архів оригіналу за 28 червня 2009. Процитовано 23 червня 2009. [Архівовано 2009-06-28 у Wayback Machine.]
71. ↑  Indian food gains popularity during Chinese New Year. 20 лютого 2007. Архів оригіналу за 21 листопада 2008. [Архівовано 2008-11-21 у Wayback Machine.]
72. ↑  Then, Viviane. Go India: Curry, my love?.
73. ↑  About Food in Malaysia. Travellers Worldwide. Архів оригіналу за 21 червня 2012. Процитовано 1 липня 2012.
74. ↑  Ann Kondo Corum (1 травня 2000). Ethnic Foods of Hawai'i. Bess Press. с. 174–. ISBN 978-1-57306-117-9. Процитовано 4 червня 2012.
75. ↑  Staelens, Stefanie. The Bhang Lassi Is How Hindus Drink Themselves High for Shiva. Vice. Архів оригіналу за 11 серпня 2017. Процитовано 10 серпня 2017.